# 라오스 외교부
라오스 외교부는 자국의 대외 관계를 감독하는 정부 부처로 외무부의 역할을 한다.

## 조직
조직도는 다음과 같다.
- 인사 및 직원 부서
- 아시아 태평양 및 아프리카부
- 구주 및 미주부
- 아세안 부서
- 경제부
- 국제기구부
- 법률 및 조약 부서
- 의정서 부서
- 보도부
- 영사부
- 경제부
- 해외 라오스 사무국
- 외교부 산하 연구소
- 외교 서비스국 부서
- 국가 경계 위원회 사무실

## e-비자 시스템

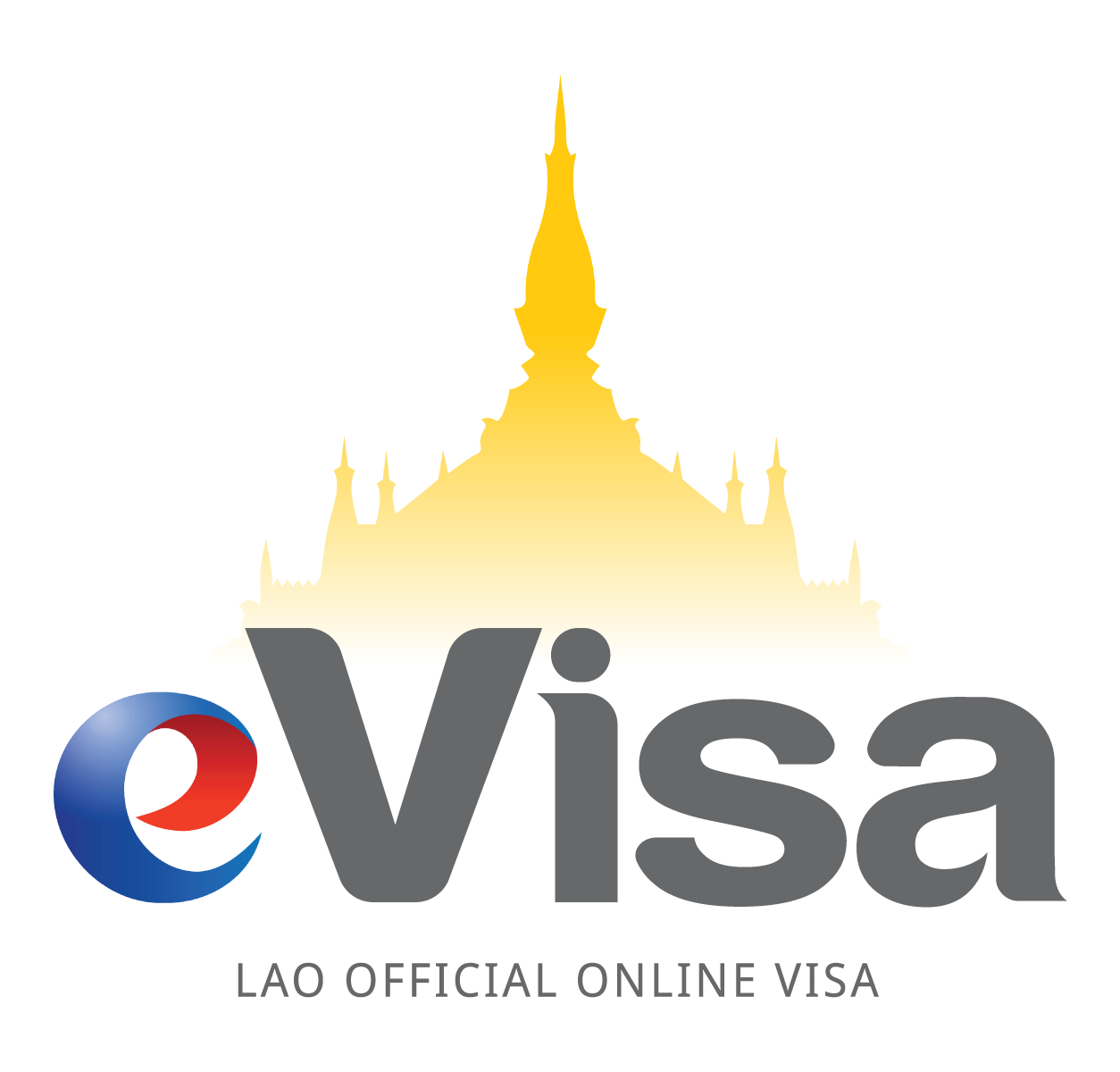
라오 e-Visa 공식 로고

2019년 7월부터 외교부는 방문객이 라오스 관광 비자를 온라인으로 신청할 수 있는 e-Visa 시스템을 출시했다. 전자우편을 통해 비자를 지급 받으면 인쇄하여 라오스 여행 시 지참하는 형식의 온라인 시스템이다.

## 같이 보기
- 라오스의 재외공관 목록

## 참고문헌
1. ↑  Ministry of Foreign Affairs, Ministry of Foreign Affairs
2. ↑  Laos launches e-visa service in Vientiane
3. ↑  Lao E-visa launched for foreigners